# Seminário Maior São João XXIII
O Seminário Maior São João XXIII, é uma casa formativa responsável em formar padres para a Arquidiocese de Porto Velho-RO. Tem como tema: Formar discípulos missionários para a realidade amazônica.
1. ↑  Parábola, Agência. «Arquidiocese de Porto Velho » Seminários e Casas de Formação». Consultado em 24 de novembro de 2023